# Dicranella gonoi
Dicranella gonoi är en bladmossart som beskrevs av Jules Cardot 1907. Dicranella gonoi ingår i släktet jordmossor, och familjen Dicranaceae. Inga underarter finns listade i Catalogue of Life.